# Brandon Johnson

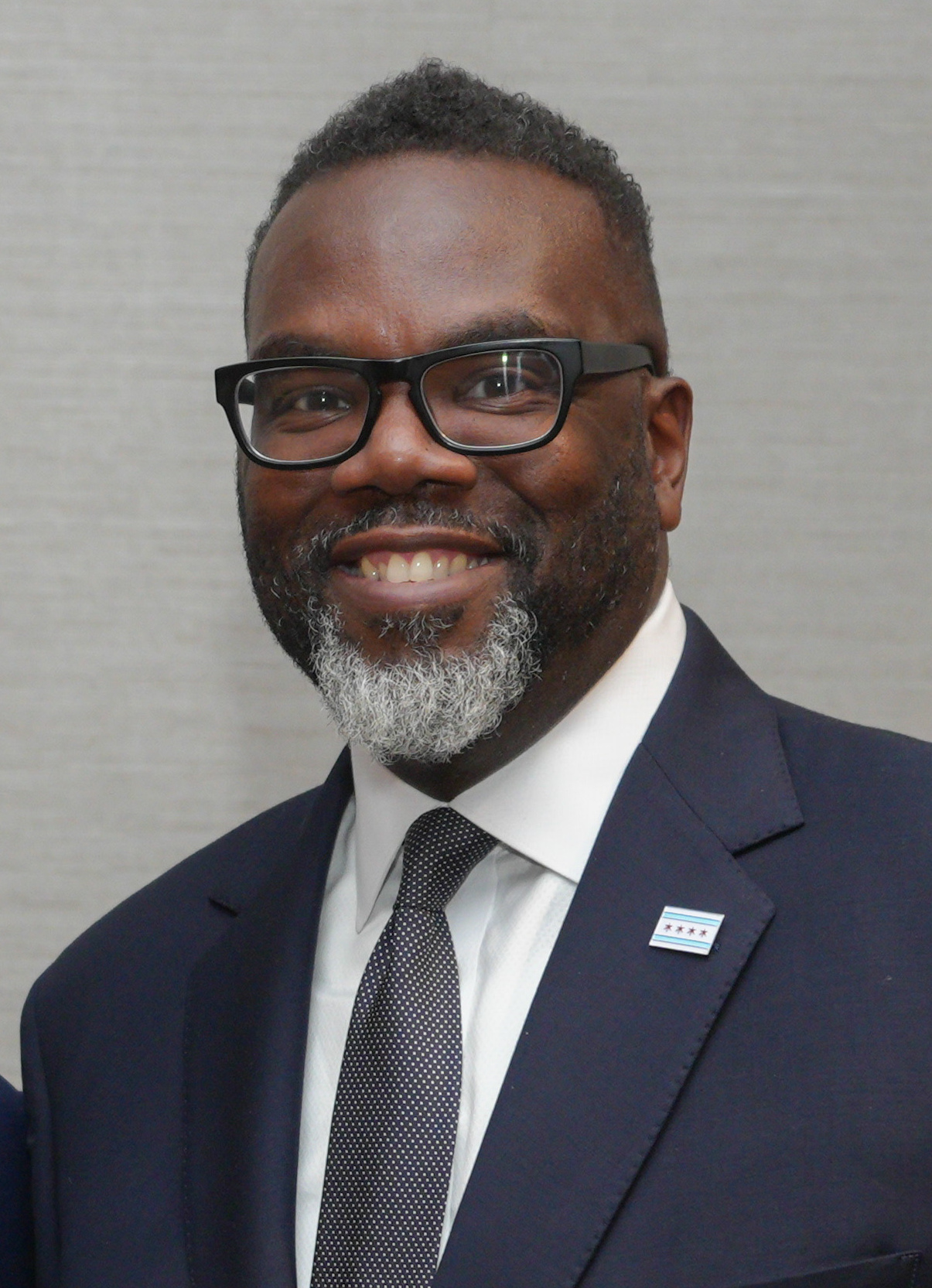
Brandon Johnson (2024)

Brandon Johnson (* 27. März 1976 in Elgin, Illinois) ist ein amerikanischer Pädagoge und Politiker, der bei den Wahlen 2023 zum Bürgermeister von Chicago gewählt wurde. Er ist Mitglied der Demokratischen Partei und seit 2018 Mitglied des Cook County Board of Commissioners und vertritt den 1. Bezirk.
Johnson besiegte den amtierenden Commissioner Richard Boykin bei der Vorwahl im März 2018. Er gewann die Wahl und wurde 2022 wiedergewählt. Bei der Bürgermeisterwahl in Chicago 2023 erhielt er im ersten Wahlgang am 28. Februar mit 21,6 % die zweithöchste Anzahl an Stimmen, während Paul Vallas 33 % der Stimmen im ersten Wahlgang gewann. In der Stichwahl am 4. April 2023 besiegte Johnson Vallas und wurde zum 57. Bürgermeister von Chicago gewählt.

## Leben

### Junge Jahre
Johnson wurde in Elgin, Illinois geboren und wuchs mit neun Geschwistern in einem dreizimmerigen Haus mit einem Badezimmer auf. Seine Eltern waren Pastoren und Pflegeeltern. Johnsons Vater, Andrew Johnson, arbeitete auch im Elgin Mental Health Center. Johnson engagierte sich als Freiwilliger in der Kirche seines Vaters, wo er die Jugendgruppe leitete und einen Kirchenbus fuhr. Er erwarb einen Bachelor-Abschluss in Human Services, Jugendentwicklung und Management sowie einen Master-Abschluss in Lehre an der Aurora University.

### Karriere
Johnson arbeitete als Sozialkundelehrer an der Jenner Academy Elementary und dem George Westinghouse College Prep in Chicago. Er wurde Organisator bei der Chicago Teachers Union und half bei der Organisation eines Lehrerstreiks 2012. Er war auch bei der Leitung von Feldkampagnen während der Bürgermeister- und Alderman-Wahlen 2015 beteiligt. Johnson gewann die Vorwahlen der Demokratischen Partei im Jahr 2018 und wurde als Kommissar von Cook County vereidigt. Er war der Hauptsponsor der Just Housing Ordinance, die die Wohnungsverordnung des Landkreises änderte. Johnson arbeitet als bezahlter Organisator für die CTU und konzentriert sich auf legislative Angelegenheiten. Johnson wurde 2022 wiedergewählt.

### Bürgermeister

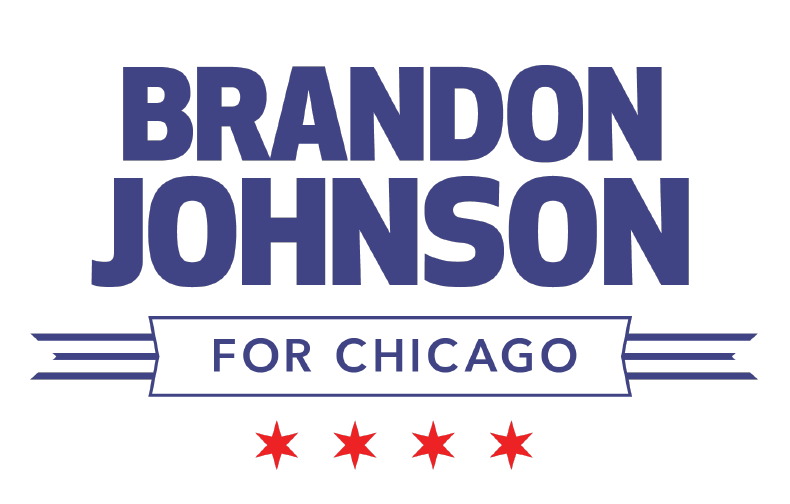
Johnsons Logo der Bürgermeisterkampagne

Im September 2022 startete Johnson einen Sondierungsausschuss, um als Bürgermeister von Chicago bei den Wahlen 2023 zu kandidieren. Im Oktober gab er offiziell seine Kandidatur bekannt und erhielt Unterstützung von verschiedenen Gruppen wie der Chicago Teachers Union, der American Federation of Teachers und der Independent Voters of Illinois-Independent Precinct Organization. Johnson wurde als progressiver Kandidat der Linken beschrieben und betonte die Finanzierung öffentlicher Schulen, eine Plattform für öffentliche Sicherheit, die Effizienzaudits und nicht-polizeiliche Reaktionen auf Notfälle im Bereich der psychischen Gesundheit umfasst, die Unterstützung einer Immobilientransfersteuer zur Finanzierung der Reaktion und Prävention von Obdachlosigkeit und ein Budget, das vorschlägt, neue Einnahmen in Höhe von 1 Milliarde Dollar zu erzielen. Johnson erhielt Kritik von seinen Gegnern, darunter Bürgermeisterin Lori Lightfoot und Chuy García.
Johnson griff bei einer Bürgermeisterdebatte den Kandidaten Paul Vallas, den ehemaligen CEO der Chicago Public Schools, an und behauptete, dass Vallas' Amtszeit als CEO „unser Schulbezirk weiter geschichtet und unsere Schulen ohne die notwendige Unterstützung gelassen habe, die sie brauchen“. Im Verlauf der Wahlkampagne erhielt Johnson stärkere Kritik von Bürgermeisterin Lightfoot sowie von anderen progressiven Herausforderern, wie Kam Buckner und Ja'Mal Green. Johnson belegte in der ersten Runde der Wahl mit etwa 22 % der Stimmen den zweiten Platz und rückte zur Stichwahl am 4. April vor, wo er gegen Paul Vallas antreten werde, der in der ersten Runde der Wahl mit über 33 % der Stimmen den ersten Platz belegte. In der Stichwahl hat Johnson Unterstützung von verschiedenen Organisationen und Persönlichkeiten erhalten, darunter Gewerkschaften, politische Persönlichkeiten wie Elizabeth Warren und Bernie Sanders sowie Jesse Jackson.

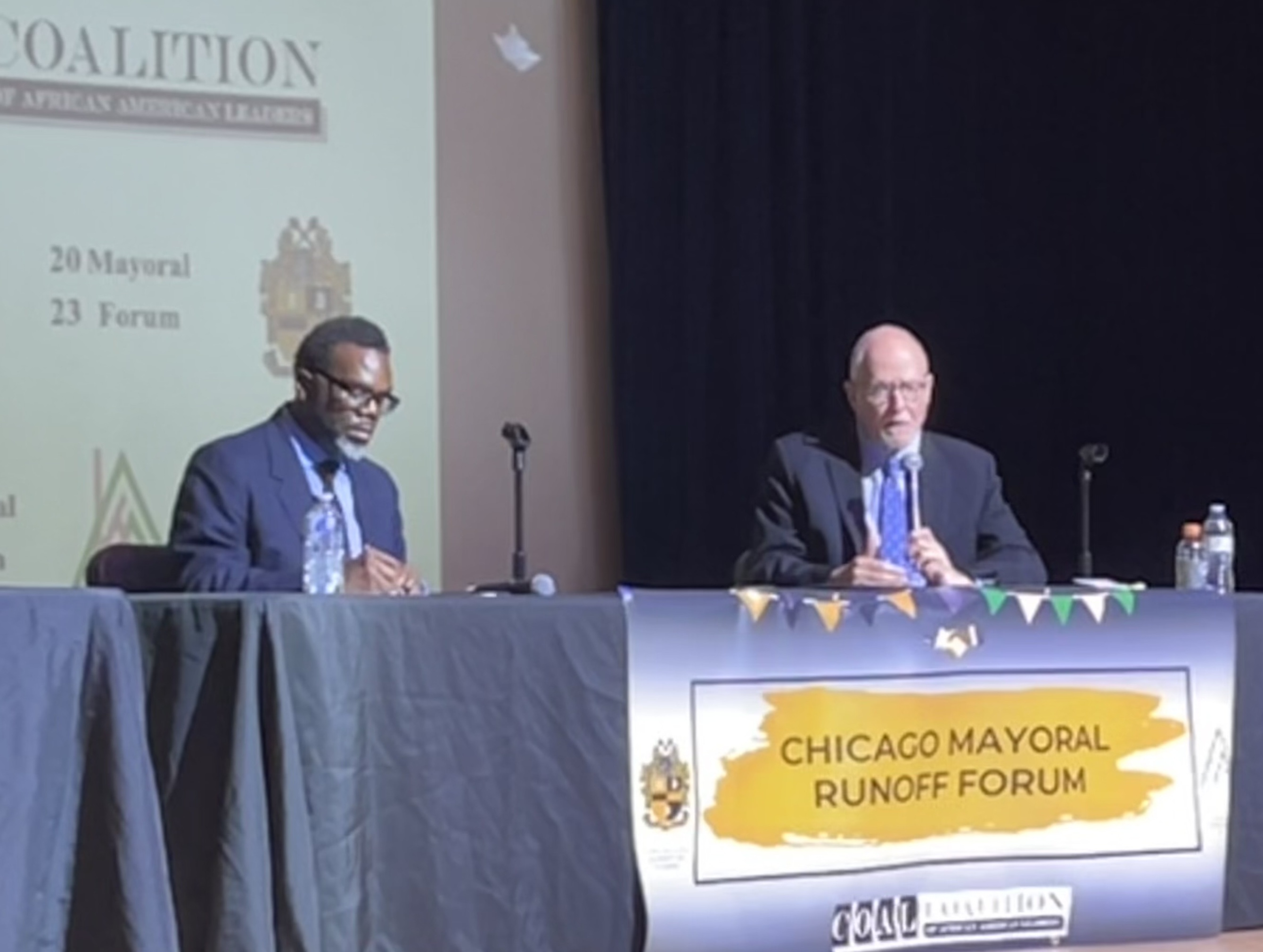
Johnson an der Seite von Paul Vallas bei einem Bürgermeisterforum in der Kenwood Academy, März 2023

Johnson kritisierte Vallas für seine Verbindungen zu republikanischen Organisationen und Persönlichkeiten sowie für seine Unterstützung konservativer Anliegen. Vallas betonte hingegen seine Erfolge bei der Senkung der Kriminalität in Chicago und beschuldigte Johnson, keine bedeutende politische Bilanz vorweisen zu können.
Beide Kandidaten waren sich jedoch einig, dass die INVEST South/West Initiative der Stadt weiter ausgebaut werden sollte, um in benachteiligte Viertel zu investieren. Sie waren auch dagegen, öffentliche Gelder für die Renovierung des kommunalen Heimstadions der Chicago Bears auszugeben, um die Football-Mannschaft in der Stadt zu halten.
Am 4. April 2023 gewann Johnson die Stichwahl und wurde damit zum neuen Bürgermeister von Chicago gewählt.

## Privatleben
Johnson lebt mit seiner Frau Stacie und ihren drei Kindern im Austin-Viertel auf der Westseite von Chicago.
Im März 2023 wurde bekannt gegeben, dass Johnson der Stadt Chicago 3.357,04 $ für unbezahlte Wasser- und Abwassergebühren sowie weitere 1.044,58 $ für ausstehende Strafzettel aus den Jahren 2014 und 2015 schuldete. Johnsons Schulden waren bis zum 31. März 2023 vollständig beglichen.